# Cinnamomum neurophyllum
Cinnamomum neurophyllum är en lagerväxtart som först beskrevs av Mez & Pittier, och fick sitt nu gällande namn av André Joseph Guillaume Henri Kostermans. Cinnamomum neurophyllum ingår i släktet Cinnamomum och familjen lagerväxter. Inga underarter finns listade i Catalogue of Life.